# 368-я стрелковая дивизия
368-я стрелковая Печенгская Краснознамённая дивизия — воинское соединение Вооружённых Сил СССР в Великой Отечественной войне

## История
Сформирована в период с 4 сентября по 25 ноября 1941 года на основании приказа Военного Совета Сибирского Военного Округа № 0051 от 26 августа 1941 года в Тюмени из призывников современных Тюменской, Омской, Новосибирской, Кемеровской областей в Сибирском военном округе 3-й очередью, в основном из контингента 2-го разряда имевшего ранее отсрочки призыва по разным причинам. Штаб дивизии находился по улице Володарского, 20. В конце сентября 1941 года подобран командный состав. Мобилизованные в армию их размещали на жительство, формировали по взводам, ротам, батальонам, полкам, учили военному делу по 10-12 часов в сутки.
Согласно Директиве Ставки ВГК № 004275 командующему войсками СибВО о формировании 58-й резервной армии от 2 ноября 1941 года дивизия включена в состав 58-й резервной армии и к 7 ноября 1941 года приказано было подготовить дивизию к переброске в Вытегру.

### 1941—1944 год. Оборона Карелии
С 6 по 10 ноября 1941 года дивизию погрузили в вагоны и отправили на станцию Няндома. Отсюда за 10 дней дивизия пешком преодолела 340 километров по снежной целине к линии фронта до Вытегры и 23 ноября 1941 года заняла отведённую линию обороны. Воевала на берегах Онежского и Ладожского озёр.
С 7 марта 1942 года, в соответствии с приказом войскам 7-й отдельной армии № 00194 от 14 марта 1942 года вошла в состав войск 1-й оперативной группы 7-й отдельной Армии. На основании директивы Ставки Верховного главного командования № 994055 и приказа 7-й отдельной Армии № ОП / 00492 от 15 июня 1942 года 1-я оперативная группа переформирована в 4-й стрелковый корпус.

### Свирско-Петрозаводская наступательная операция
Принимала участие в боях в районе Петрозаводска. После освобождения Вознесенья и форсирования с боем реки Свирь устремилась на Петрозаводск. Все дороги и придорожные лесные полосы были густо заминированы противником, устраивавшим лесные завалы и засады. В авангарде дивизии продвигался 1224-й стрелковый полк вместе с 939-м артполком и 399-м противотанковым дивизионом. Продвижение затруднялось из-за множества мин и фугасов.
Командование дивизии вначале планировало высадить десантом полк в Петрозаводск и отрезать пути отхода 7-й финской пехотной дивизии, но возникло опасение, что полк понесёт большие потери. Тогда было решено высадить десант на катерах в районе Шолтозера в составе усиленной 6-й роты 1224-го полка и отрезать пути отхода двум финским сапёрным батальонам. Завязались тяжёлые бои. Свыше 100 человек — почти вся 6-я рота погибла, но зато дорога от Шолтозера до Петрозаводска была свободна от мин и фугасов. 28 июня 1944 года дивизия вошла в Петрозаводск. Президиумом Верховного Совета СССР за форсирование реки Свирь, бои в Карелии и освобождение Петрозаводска она была награждена орденом Красного Знамени. Далее 368-я стрелковая Краснознамённая дивизия вела бои за Ровангору, Суоярви и на границе с Финляндией.

### Петсамо-Киркенесская наступательная операция
25 августа 1944 года финское правительство обратилось в Москву с предложением о перемирии. 19 сентября 1944 года перемирие было достигнуто. После заключения перемирия с Финляндией дивизия передислоцирована на Кольский полуостров и включена в состав 14-й армии, в котором участвовала в Петсамо-Киркенесской наступательной операции (07-20.10.1944).
Финляндия уступала Советскому Союзу старинный русский город Печенгу (Петсамо) на берегу Баренцева моря, однако никелевые рудники Печенги оборонялись немецкими войсками, что 15 октября 1944 года после тяжёлых боев и было сделано при участии 368-й дивизии. Перейдя границу с Норвегией, дивизия приняла участие в освобождении Киркенеса и в тот же день получила почётное наименование Печенгской. За период своего участия в Петсамо-Киркенесской наступательной операции бойцами дивизии уничтожено до 1 500 солдат и офицеров противника, взято 210 пленных, выведено из строя и захвачено 8 орудий и миномётов, 37 пулемётов, 42 автомашины, 42 склада и много иного вооружения. Потери дивизии составили 241 убитый и 634 раненых.
По окончании наступления первоначально дислоцировалась в Норвегии, с января 1945 года была выведена вывели в Кемь Беломорского военного округа, и больше в боях она не участвовала.
В 1947 году расформирована.

## Состав
- 1224-й стрелковый полк
- 1226-й стрелковый полк
- 1228-й стрелковый полк
- 939-й артиллерийский полк
- 399-й отдельный истребительно-противотанковый дивизион
- 438-я отдельная разведывательная рота
- 656-й отдельный сапёрный батальон
- 827-й отдельный батальон связи (307-я отдельная рота связи)
- 461-й медико-санитарный батальон
- 454-я отдельная рота химической защиты
- 491-я автотранспортная рота
- 230-я полевая хлебопекарня
- 799-й дивизионный ветеринарный лазарет
- 1424-я полевая почтовая станция
- 747-я полевая касса Госбанка

## Награды
| Награда (наименование)             | Дата награждения                                                         | За что награждена |
| ---------------------------------- | ------------------------------------------------------------------------ | --- |
| Орден Красного Знамени             | Указ Президиума Верховного Совета СССР от 2 июля 1944 года               | За образцовое выполнение заданий командования в боях с немецко-финскими захватчиками при форсировании реки Свирь, прорыве сильно укреплённой обороны противника и проявленные при этом доблесть и мужество. |
| Почётное наименование «Печенгская» | Приказ Верховного Главнокомандующего СССР № 0354 от 31 октября 1944 года | За отличие в боях при овладении городом Петсамо (Печенга). |

## Подчинение
| Дата            | Фронт (округ)             | Армия       | Корпус (группа)         | Примечания                   |
| --------------- | ------------------------- | ----------- | ----------------------- | ---------------------------- |
| 01.09.1941 года | Сибирский военный округ   |             | -                       | на формировании              |
| 01.10.1941 года | Сибирский военный округ   |             | -                       | на формировании              |
| 01.10.1941 года | Сибирский военный округ   |             | -                       | на формировании              |
| 01.12.1941 года | Резерв Ставки ВГК         | 58-я армия  |                         |                              |
| 01.01.1942 года | Резерв Ставки ВГК         | 58-я армия  |                         |                              |
| 01.02.1942 года | Резерв Ставки ВГК         |             |                         | отдельное соединение резерва |
| 01.03.1942 года | Резерв Ставки ВГК         | 58-я армия  |                         |                              |
| 01.04.1942 года | -                         | 7-я армия   |                         |                              |
| 01.05.1942 года | -                         | 7-я армия   |                         |                              |
| 01.06.1942 года | -                         | 7-я армия   |                         |                              |
| 01.07.1942 года | -                         | 7-я армия   | 4-й стрелковый корпус   |                              |
| 01.08.1942 года | -                         | 7-я армия   | 4-й стрелковый корпус   |                              |
| 01.09.1942 года | -                         | 7-я армия   | 4-й стрелковый корпус   |                              |
| 01.10.1942 года | -                         | 7-я армия   |                         |                              |
| 01.11.1942 года | -                         | 7-я армия   |                         |                              |
| 01.12.1942 года | -                         | 7-я армия   |                         |                              |
| 01.01.1943 года | -                         | 7-я армия   | 4-й стрелковый корпус   |                              |
| 01.02.1943 года | -                         | 7-я армия   | 4-й стрелковый корпус   |                              |
| 01.03.1943 года | -                         | 7-я армия   | 4-й стрелковый корпус   |                              |
| 01.04.1943 года | -                         | 7-я армия   | 4-й стрелковый корпус   |                              |
| 01.05.1943 года | -                         | 7-я армия   | 4-й стрелковый корпус   |                              |
| 01.06.1943 года | -                         | 7-я армия   | 4-й стрелковый корпус   |                              |
| 01.07.1943 года | -                         | 7-я армия   | 4-й стрелковый корпус   |                              |
| 01.08.1943 года | -                         | 7-я армия   | 4-й стрелковый корпус   |                              |
| 01.09.1943 года | -                         | 7-я армия   | 4-й стрелковый корпус   |                              |
| 01.10.1943 года | -                         | 7-я армия   | 4-й стрелковый корпус   |                              |
| 01.11.1943 года | -                         | 7-я армия   | 4-й стрелковый корпус   |                              |
| 01.12.1943 года | -                         | 7-я армия   | 4-й стрелковый корпус   |                              |
| 01.01.1944 года | -                         | 7-я армия   | 4-й стрелковый корпус   |                              |
| 01.02.1944 года | -                         | 7-я армия   |                         |                              |
| 01.03.1944 года | Карельский фронт          | 7-я армия   | 4-й стрелковый корпус   |                              |
| 01.04.1944 года | Карельский фронт          | 7-я армия   | 4-й стрелковый корпус   |                              |
| 01.05.1944 года | Карельский фронт          | 7-я армия   | 4-й стрелковый корпус   |                              |
| 01.06.1944 года | Карельский фронт          | 7-я армия   | 4-й стрелковый корпус   |                              |
| 01.07.1944 года | Карельский фронт          | 7-я армия   |                         |                              |
| 01.08.1944 года | Карельский фронт          | 32-я армия  |                         |                              |
| 01.09.1944 года | Карельский фронт          | 32-я армия  |                         |                              |
| 01.10.1944 года | Карельский фронт          | 14-я армия  | 99-й стрелковый корпус  |                              |
| 01.11.1944 года | Карельский фронт          | 14-я армия) | 131-й стрелковый корпус |                              |
| 01.12.1944 года | -                         | 14-я армия) | 131-й стрелковый корпус |                              |
| 01.01.1945 года | -                         | 14-я армия) | 31-й стрелковый корпус  |                              |
| 01.02.1945 года | Беломорский военный округ |             |                         |                              |
| 01.03.1945 года | Беломорский военный округ |             |                         |                              |
| 01.04.1945 года | Беломорский военный округ |             |                         |                              |
| 01.05.1945 года | Беломорский военный округ |             |                         |                              |

## Состав
- 1224-й стрелковый полк
- 1226-й стрелковый полк
- 1228-й стрелковый полк
- 939-й артиллерийский полк
- 399-й отдельный истребительно-противотанковый дивизион
- 438-я разведывательная рота
- 656-й сапёрный батальон
- 307-я отдельная рота связи (приказом № 01811 от 20.11.1944 года переформирована в 827-й отдельный батальон связи)
- 461-й медико-санитарный батальон
- 454-я отдельная рота химической защиты
- 491-я автотранспортная рота
- 230-я полевая хлебопекарня
- 799-й дивизионный ветеринарный лазарет
- 1440-я полевая почтовая станция
- 739-я полевая касса Госбанка

## Командиры
- Осташенко, Фёдор Афанасьевич (23.09.1941 — 10.06.1942), полковник;
- Сопенко, Василий Каленикович (11.06.1942 — 09.05.1945), полковник, генерал-майор;
- Синегубко, Николай Иосифович (.12.1945 — .08.1947), генерал-майор[3].

## Отличившиеся воины
- Юрков, Алексей Яковлевич, сержант, командир отделения разведки 1228 стрелкового полка.[4]

## Память
- В Тюмени имеется памятник воинам дивизии у входа в Технологический колледж ТюмГНГУ (ул. Пермякова, 3/1), в колледже с 1974 года работает музей дивизии
- В Тюмени имеется установленный ветеранами обелиск с надписью «Слава воинам 368-й Краснознамённой Печенгской стрелковой дивизии» у школы № 14 по ул. Грибоедова, там же имеется школьный музей истории дивизии
- Ежегодно в Тюмени проходит открытый чемпионат Уральского федерального округа, чемпионат и первенство Тюменской области по спортивному туризму «Пурга». Соревнования посвящены бойцам лыжного батальона 368-й стрелковой дивизии, которая была сформирована в 1941 году в городе Тюмени.